# 함평 분기점
함평 분기점(咸平分岐點, Hampyeong Junction, 함평JC)은 전라남도 함평군 함평읍 자풍리와 성남리, 그리고 엄다면 신계리에 걸쳐 설치된 무안광주고속도로와 서해안고속도로가 만나는 분기점이다.

## 연혁
- 2007년 11월 9일 : 88올림픽고속도로 무안 ~ 나주 구간으로 개통[1]
- 2008년 1월 3일 : 무안 ~ 나주 구간이 무안광주고속도로로 분리되면서 무안광주고속도로에 속함.[2]

## 구조물 정보
직결램프가 포함된 클로버형 입체 교차로이며 무안광주고속도로 무안 방향에서 서해안고속도로 목포 방향으로 이어지는 램프가 직결형이다.
- 위치: 전라남도 함평군 함평읍 자풍리, 성남리, 엄다면 신계리

## 접속하는 노선

### 무안국제공항・광주방면
- 무안광주고속도로 (3번)

### 무안・서울방면
- 서해안고속도로 (4번)